# Eremomela turneri
Eremomela turneri là một loài chim trong họ Cisticolidae.